# Joseph Gerard Hanefeldt
Joseph Gerard Hanefeldt (Creighton, 25 aprile 1958) è un vescovo cattolico statunitense, dal 14 gennaio 2015 vescovo di Grand Island.

## Biografia
Joseph Gerard Hanefeldt è nato a Creighton, nel Nebraska, il 25 aprile 1958 da Adolph e Helen Hanefeldt. Una sorella, Pamela, e suo marito Deland Reynolds, e un fratello, Bill, e sua moglie, Kris, vivono a Bloomfield. Da ragazzo trascorreva le giornate estive nei campi di mais e avena, rastrellando il fieno, aggiustando i recinti e tagliando i cardi. Per alcune estati al liceo, lui e sua sorella hanno coltivato cetrioli destinati alla vendita alla compagnia Gedney Pickle.

### Formazione e ministero sacerdotale
Ha frequentato la St. Ludger Catholic School e la Creighton Community High School dove nel 1976 si è diplomato. Entrato in seminario, ha studiato filosofia presso il seminario "San Giovanni Vianney" e l'Università di San Tommaso dal 1976 al 1980. Successivamente, ha proseguito gli studi al Pontificio collegio americano del Nord a Roma dal 1980 al 1984, ottenendo il baccalaureato in teologia presso la Pontificia Università Gregoriana nel 1983 e il diploma in teologia sacramentale presso il Pontificio ateneo Sant'Anselmo nel 1984.
Il 14 aprile 1983 è stato ordinato diacono nella basilica di San Pietro in Vaticano per l'arcidiocesi di Omaha da monsignor Jean Jadot, pro-presidente del Segretariato per i non cristiani. Il 14 luglio 1984 è stato ordinato presbitero. In seguito è stato vicario parrocchiale della parrocchia di Santa Maria a West Point e insegnante presso la West Point Central Catholic High School dal 1984 al 1988; vicario parrocchiale della parrocchia di Santa Giovanna d'Arco a Omaha dal 1988 al 1992; direttore dell'ufficio arcidiocesano delle attività pro-vita dal 1991 al 2005; moderatore dell'Archdiocesan Council of Catholic Women dal 1992 al 1995; parroco della parrocchia di San Giuseppe a Omaha dal 1992 al 1995; parroco della parrocchia di Santa Elizabeth Ann Seton a Omaha dal 1995 al 2007; direttore spirituale dal 2007 al 2012 e direttore della formazione spirituale dal 2009 al 2012 presso il Pontificio collegio americano del Nord; parroco della parrocchia di Cristo Re a Omaha dal 2012 e vicario foraneo del decanato Urban West Central. È stato anche membro del consiglio presbiterale, vicepresidente dello stesso dal 2013, membro del collegio dei consultori dal 2013, membro del consiglio per il personale presbiterale per due mandati e membro del comitato sacerdotale per la campagna Ignite the Faith.
Nel dicembre del 2010 è stato nominato cappellano di Sua Santità.
Nel corso degli anni, ha anche prestato servizio come direttore spirituale dei ritiri di Christians Encounter Christ, dei ritiri di Teens Encounter Christ e del programma estivo per i seminaristi dell'Istituto per la formazione sacerdotale.

### Ministero episcopale
Il 14 gennaio 2015 papa Francesco lo ha nominato vescovo di Grand Island. Ha ricevuto l'ordinazione episcopale il 19 marzo successivo nella cattedrale della Natività della Beata Vergine Maria a Grand Island dall'arcivescovo metropolita di Omaha George Joseph Lucas, co-consacranti il vescovo ausiliare di Saint Paul e Minneapolis Lee Anthony Piché e il vescovo emerito di Rapid City Robert Dwayne Gruss. Durante la stessa celebrazione ha preso possesso della diocesi.
Nel gennaio del 2020 ha compiuto la visita ad limina.
Oltre all'inglese, conosce l'italiano.
È membro di quarto grado dei Cavalieri di Colombo.
Nel tempo libero ama la fotografia, i viaggi, la cucina e visitare gli amici.

## Genealogia episcopale
La genealogia episcopale è:
- Cardinale Scipione Rebiba
- Cardinale Giulio Antonio Santori
- Cardinale Girolamo Bernerio, O.P.
- Arcivescovo Galeazzo Sanvitale
- Cardinale Ludovico Ludovisi
- Cardinale Luigi Caetani
- Cardinale Ulderico Carpegna
- Cardinale Paluzzo Paluzzi Altieri degli Albertoni
- Papa Benedetto XIII
- Papa Benedetto XIV
- Papa Clemente XIII
- Cardinale Giovanni Francesco Albani
- Cardinale Carlo Rezzonico
- Cardinale Antonio Dugnani
- Arcivescovo Jean-Charles de Coucy
- Cardinale Gustave-Maximilien-Juste de Croÿ-Solre
- Vescovo Charles-Auguste-Marie-Joseph Forbin-Janson
- Cardinale François-Auguste-Ferdinand Donnet
- Vescovo Charles-Emile Freppel
- Cardinale Louis-Henri-Joseph Luçon
- Cardinale Charles-Henri-Joseph Binet
- Cardinale Maurice Feltin
- Cardinale Jean-Marie Villot
- Cardinale Agostino Cacciavillan
- Cardinale Francis Eugene George, O.M.I.
- Arcivescovo George Joseph Lucas
- Vescovo Joseph Gerard Hanefeldt

## Araldica
| Stemma | Titolare                                        | Descrizione |
|        | Joseph Gerard Hanefeldt Vescovo di Grand Island | Partito: al primo di verde alla croce d'oro, accantonata nel I da una stella (6) d'argento, bordato ondato d'argento nel capo, a destra e in punta; al secondo ritroncato d'argento e d'azzurro, al tralcio di vite attraversante sulla ritroncatura e fiorito a destra di una rosa di rosso punteggiata di verde, a sinistra di un giglio al naturale. Ornamenti esteriori da vescovo. Motto: "Remain in me". |